# Al-Asr

Al-Asr w kaligrafii arabskiej

Al-Asr (arab. ‏سورة العصر‎) – 103. sura Koranu. Nazwa al-Asr oznacza czas, w którym dzieją się dobre i złe uczynki ludzkie.
Sura składa się z trzech ajat, i jest uważana za wczesną surę mekkańską, choć niekiedy jest uważana za surę medyńską. Sura ta naucza, że ludzie są na z góry straconej pozycji, o ile nie uwierzą w Allaha.
Hadisy przekazują historię Amr Ibn al-Asa który wyrecytował tę surę fałszywemu prorokowi Musajlimie. Musajlima odpowiedział "surą" o góralku, którą al-As odrzucił jako absurdalną. W rezultacie al-As zrozumiał cudowną naturę Koranu i nawrócił się.